# هیگاشی سومی‌یوشی، اوساکا

بخش هیگاشی سومی‌یوشی

بخش هیگاشی سومی‌یوشی (به ژاپنی: 東住吉区 Higashisumiyoshi-ku) یکی از مناطق ۲۴ گانه اوساکا در ژاپن است.